# 25号堪萨斯州州道
25号堪萨斯州州道（缩写K-25）是堪萨斯州的一条长238.259英里（383.441）的州级公路，南北走向，南起25号内布拉斯加州州道，北接136号奥克拉荷马州州道。